# Temporada 2021 del fútbol panameño
La Temporada 2021 del fútbol panameño abarca todas las actividades relativas a campeonatos de fútbol profesional, nacionales e internacionales, disputados por clubes panameños, y por las selecciones nacionales de este país en sus diversas categorías.

## Torneos locales

### Liga LPF

#### Torneo Apertura
- Final

Final del Torneo Apertura 2021
| Fecha                                                        | Ciudad   | Equipo local  | Resultado | Equipo visitante |
| ------------------------------------------------------------ | -------- | ------------- | --------- | ---------------- |
| 29 de mayo                                                   | Penonomé | Universitario | 1 : 2     | Plaza Amador     |
| Plaza Amador se coronó campeón con un marcador final de 1:2. |          |               |           |                  |

| Bandera de Panamá                   |
| Campeón Plaza Amador Séptimo título |

#### Torneo Clausura
- Final

Final del Torneo Clausura 2021
| Fecha                                                    | Ciudad           | Equipo local | Resultado | Equipo visitante |
| -------------------------------------------------------- | ---------------- | ------------ | --------- | ---------------- |
| 11 de diciembre                                          | Ciudad de Panamá | Tauro        | 3 : 0     | Herrera          |
| Tauro FC se coronó campeón con un marcador final de 3:0. |                  |              |           |                  |

| Bandera de Panamá                    |
| Campeón Tauro FC Décimo sexto título |

#### Tabla de temporada
En la tabla general o de descenso se lleva a cabo la sumatoria de puntos de los clubes en todos los partidos de los dos torneos de primera división —el Apertura y el Clausura (sin incluir fases finales)—, con el objetivo de definir los equipos clasificados de Panamá a los torneos internacionales de Concacaf para el siguiente año. Los cupos a torneos internacionales se distribuirán de la siguiente manera:
- Liga Concacaf: Panamá 1 y Panamá 2 (que clasificarán directamente a octavos de final) corresponderán a los campeones del Clausura 2020 y Apertura 2021, respectivamente. El cupo de Panamá 3 lo tomará el equipo mejor ubicado en la tabla de la temporada (no campeón de Clausura y Apertura).
- Liga de Cammpeones: A este torneo por la zona centroamericana se clasifican seis equipos por medio de la Loiga Concacaf.

Nota: En caso de que haya un mismo campeón en los torneos Clausura y Apertura, a la Liga Concacaf irán los subcampeones de ambos torneos. De otra forma, si uno de los campeones del Torneo Clausura y Apertura queda subcampeón de algún torneo de la temporada 2020-21, el cupo Panamá 3 de la Liga Concacaf lo tomará el mejor ubicado en la tabla de la temporada no finalista. Por último, si el campeón y subcampeón repite en ambos torneos logra, el cupo Panamá 3 de la Liga Concacaf lo tomará el equipo mejor ubicado en la tabla general que no haya clasificado a algún torneo internacional.

| Pos. | Equipo                  | Pts. | PJ | G  | E  | P  | GF | GC | Dif. | Clasificación 2021                          |
| ---- | ----------------------- | ---- | -- | -- | -- | -- | -- | -- | ---- | ------------------------------------------- |
| 1    | C. A. Independiente     | 45   | 25 | 13 | 6  | 6  | 34 | 19 | +15  | Acceso a Octavos de final de Liga Concacaf. |
| 2    | C. D. Plaza Amador      | 40   | 25 | 10 | 10 | 5  | 27 | 19 | +8   | Acceso a Octavos de final de Liga Concacaf. |
| 3    | Club Deportivo del Este | 33   | 25 | 7  | 12 | 6  | 26 | 23 | +3   |                                             |
| 4    | Tauro F. C.             | 33   | 25 | 8  | 9  | 8  | 23 | 25 | −2   |                                             |
| 5    | C. D. Universitario     | 33   | 25 | 8  | 9  | 8  | 28 | 33 | −5   | Acceso a Ronda preliminar de Liga Concacaf. |
| 6    | Sporting San Miguelito  | 31   | 25 | 8  | 7  | 10 | 27 | 31 | −4   |                                             |
| 7    | Alianza F. C.           | 28   | 25 | 5  | 13 | 7  | 25 | 25 | 0    |                                             |
| 8    | Deportivo Árabe Unido   | 28   | 25 | 6  | 10 | 9  | 25 | 31 | −6   |                                             |
| 9    | Veraguas C. D.          | 26   | 16 | 6  | 8  | 2  | 20 | 19 | +1   |                                             |
| 10   | Herrera F. C.           | 25   | 16 | 7  | 4  | 5  | 20 | 16 | +4   |                                             |
| 11   | San Francisco F. C.     | 25   | 25 | 5  | 10 | 10 | 22 | 27 | −5   |                                             |
| 12   | Atlético Chiriquí       | 23   | 25 | 5  | 8  | 12 | 29 | 38 | −9   | Último lugar.                               |

 Fuente: [cita requerida]
| Simbología |
| --- |
| Pos – Posición; PJ – Partidos Jugados; PG - Partidos Ganados; PE - Partidos Empatados; PP - Partidos Perdidos; GF – Goles a Favor; GC – Goles en Contra; DIF – Diferencia de Goles; PTS - Puntos. |

Temporada 2021
| Clasificado como | Liga Concacaf 2021          |
| ---------------- | --------------------------- |
| Panamá 1         | Club Atlético Independiente |
| Panamá 2         | CD Plaza Amador             |
| Panamá 3         | CD Universitario            |

#### Tabla del descenso
Los ascensos y descensos en el fútbol panameño se definen por la Tabla de descenso, la cual promedia las campañas de los equipos en los últimos dos campeonatos. Los puntos de la tabla se obtienen de la sumatoria del puntaje total entre partidos jugados, únicamente en la fase de todos contra todos.
Para el descenso a la Liga Prom al final del segundo semestre de 2021, se tuvieron en cuenta los torneos 2021-I, 2021-II. Debido al aumento de equipos para esta temporada sumando a los equipos de Herrera Fútbol Club y Veraguas Club Deportivo y el cambio de formato para esta temporada, serán un total de 32 partidos que disputarán en la temporada. La Primera División solo tuvo 10 equipos compitiendo en el torneo Apertura 2020, el descenso fue suspendido y se aumentaron dos más para esta temporada.
Al final del segundo semestre del año nuevamente se presentarán ascensos y descensos bajo el sistema habitual, y en este caso el último equipo de la tabla al final del semestre descenderán a la Liga Prom, siendo reemplazado en la siguiente temporada por el equipo ganador de la superfinal, entre el campeón del Apertura y campeón del Clausura de la segunda categoría.
| Pos. | Equipo                      | Pts. | PJ | G  | E  | P  | GF | GC | Dif. | Clasificación 2022                                |
| ---- | --------------------------- | ---- | -- | -- | -- | -- | -- | -- | ---- | ------------------------------------------------- |
| 1    | C. D. Plaza Amador (A)      | 52   | 32 | 13 | 13 | 6  | 41 | 24 | +17  | Lider de la Temporada 2021 y Campeón del TA 2021. |
| 2    | C. A. Independiente         | 51   | 32 | 14 | 9  | 9  | 38 | 31 | +7   |                                                   |
| 3    | Tauro F. C.                 | 50   | 32 | 13 | 11 | 8  | 31 | 25 | +6   |                                                   |
| 4    | Herrera F. C.               | 49   | 32 | 12 | 13 | 7  | 40 | 32 | +8   |                                                   |
| 5    | C. D. Universitario         | 47   | 32 | 13 | 8  | 11 | 39 | 36 | +3   |                                                   |
| 6    | Veraguas C. D.              | 45   | 32 | 11 | 12 | 9  | 32 | 37 | −5   |                                                   |
| 7    | Club Deportivo del Este     | 43   | 32 | 9  | 16 | 7  | 30 | 25 | +5   |                                                   |
| 8    | Alianza F. C.               | 39   | 32 | 9  | 12 | 11 | 26 | 29 | −3   |                                                   |
| 9    | Deportivo Árabe Unido       | 37   | 32 | 8  | 13 | 11 | 27 | 30 | −3   |                                                   |
| 10   | Sporting San Miguelito      | 36   | 32 | 8  | 12 | 12 | 26 | 37 | −11  |                                                   |
| 11   | C. D. Atlético Chiriquí     | 33   | 32 | 8  | 9  | 15 | 35 | 42 | −7   |                                                   |
| 12   | San Francisco F. C. (*) (D) | 25   | 32 | 5  | 10 | 17 | 25 | 41 | −16  | Descenso de categoría                             |

 Fuente: LPF
| (A) | Campeón del Torneo Apertura 2021. |
| (C) | Campeón del Torneo Clausura 2021. |

Fuente: Liga Panameña de Fútbol
Reglas de clasificación: 1) Puntos; 2) Diferencia de gol; 3) Goles a favor
(A) Ganador de Torneo Apertura. (C) Ganador de Torneo Clausura. (D) Descendido a la Liga Prom 2022.
(*) San Francisco FC ha descendido a Liga Prom, sin embargo, debe esperar la culminación del Liga Prom Clausura 2021 o la Super Final de Ascenso entre el Campeón del Apertura y el Campeón del Clausura.

##### Cambios de categoría
|  | San Francisco FC |

|  | Por definir |

### Liga Prom

#### Liga Prom 2021-I
- Final Torneo Apertura 2021-I

| Fecha                                                                    | Ciudad           | Equipo local    | Resultado | Equipo visitante |
| ------------------------------------------------------------------------ | ---------------- | --------------- | --------- | ---------------- |
| 6 de junio                                                               | Ciudad de Panamá | Mario Méndez FC | 1 : 2     | Alianza FC II    |
| Alianza II clasificó a la Gran Final 2021 con un marcador global de 1:2. |                  |                 |           |                  |

#### Liga Prom 2021-II
| Fecha                                                                               | Ciudad           | Equipo local    | Resultado    | Equipo visitante |
| ----------------------------------------------------------------------------------- | ---------------- | --------------- | ------------ | ---------------- |
| 10 de diciembre                                                                     | Ciudad de Panamá | Plaza Amador II | 1:1 (1:3 p.) | Panamá Oeste     |
| Plaza Amador II clasificó a la Gran Final 2021 con un marcador global de 1:1 (1:3). |                  |                 |              |                  |

- Gran Final 2021

| Fecha                                                                     | Ciudad      | Equipo local  | Resultado | Equipo visitante |
| ------------------------------------------------------------------------- | ----------- | ------------- | --------- | ---------------- |
| 19 de diciembre                                                           | Por definir | Alianza FC II | :         | Panamá Oeste     |
| Por definir clasificó a la Gran Final 2021 con un marcador global de -:-. |             |               |           |                  |

#### Tabla del descenso
Los ascensos y descensos en el fútbol panameño se definen por la Tabla general o acumulada, la cual promedia las campañas de los equipos en los últimos dos campeonatos anuales. Los puntos de la tabla se obtienen de la sumatoria del puntaje total entre partidos jugados, únicamente en la fase de todos contra todos.
Para el descenso a la Tercera División al final del segundo semestre de 2021, se tuvieron en cuenta los torneos 2021-I, 2021-II. 
Al final del segundo semestre del año se presentaron ascensos y descensos bajo el sistema habitual, y en este caso el último equipo de la tabla al final del semestre descenderán a la Tercera División, siendo reemplazado en la siguiente temporada por el equipo ganador de la superfinal, entre el campeón del Apertura y campeón del Clausura de la tercera categoría.
| Pos. | Equipo                     | Pts. | PJ | G  | E  | P  | GF | GC | Dif. | Clasificación 2022             |
| ---- | -------------------------- | ---- | -- | -- | -- | -- | -- | -- | ---- | ------------------------------ |
| 1    | C. D. Plaza Amador II      | 67   | 32 | 21 | 4  | 7  | 73 | 32 | +41  | Líder de la temporada 2021     |
| 2    | S. D. Atlético Nacional    | 63   | 32 | 18 | 9  | 5  | 52 | 36 | +16  |                                |
| 3    | Alianza F. C. II (A)       | 61   | 32 | 17 | 10 | 5  | 60 | 41 | +19  | Acceso a Superfinal de Ascenso |
| 4    | Mario Méndez F. C.         | 59   | 32 | 17 | 8  | 7  | 40 | 24 | +16  |                                |
| 5    | C. A. Independiente II     | 58   | 32 | 16 | 10 | 6  | 52 | 28 | +24  |                                |
| 6    | Umecit F. C.               | 57   | 32 | 17 | 6  | 9  | 48 | 34 | +14  |                                |
| 7    | S. D. Panamá Oeste         | 55   | 32 | 16 | 7  | 9  | 43 | 24 | +19  | Acceso a Superfinal de Ascenso |
| 8    | C. D. del Este II          | 52   | 32 | 15 | 7  | 10 | 53 | 46 | +7   |                                |
| 9    | Atletico Chiriqui II       | 49   | 32 | 13 | 10 | 9  | 50 | 42 | +8   |                                |
| 10   | C. D. Árabe Unido II       | 46   | 32 | 13 | 7  | 12 | 37 | 31 | +6   |                                |
| 11   | Tauro F. C. II             | 45   | 32 | 12 | 9  | 11 | 48 | 41 | +7   |                                |
| 12   | Sporting SM II             | 44   | 32 | 11 | 11 | 10 | 37 | 34 | +3   |                                |
| 13   | Champions FC Academy       | 41   | 32 | 11 | 8  | 13 | 43 | 40 | +3   |                                |
| 14   | Universidad Latina         | 40   | 32 | 11 | 7  | 14 | 40 | 50 | −10  |                                |
| 15   | San Martín F. C.           | 39   | 32 | 10 | 9  | 13 | 48 | 55 | −7   |                                |
| 16   | Udelas F. C.               | 38   | 32 | 11 | 5  | 16 | 47 | 42 | +5   |                                |
| 17   | Águilas UP                 | 36   | 32 | 9  | 9  | 14 | 31 | 43 | −12  |                                |
| 18   | San Francisco F. C. II (*) | 35   | 32 | 9  | 8  | 15 | 44 | 51 | −7   | Posible descenso de categoría. |
| 19   | Unión Coclé F. C.          | 32   | 32 | 9  | 5  | 18 | 34 | 54 | −20  |                                |
| 20   | Herrera F. C. II           | 31   | 32 | 6  | 13 | 13 | 24 | 38 | −14  |                                |
| 21   | C. D. Centenario           | 31   | 32 | 9  | 4  | 19 | 47 | 72 | −25  |                                |
| 22   | Veraguas C. D. II          | 27   | 32 | 7  | 6  | 19 | 33 | 38 | −5   |                                |
| 23   | Colón C-3 F. C. (*)        | 27   | 32 | 8  | 3  | 21 | 36 | 61 | −25  | Posible descenso de categoría. |
| 24   | Panama City F. C. (D)      | 24   | 32 | 6  | 6  | 20 | 23 | 62 | −39  | Descenso de categoría.         |

 Fuente: Liga Prom
Fuente: Liga Panameña de Fútbol
Reglas de clasificación: 1) Puntos; 2) Diferencia de gol; 3) Goles a favor
(A) Ganador de Torneo Apertura. (C) Ganador de Torneo Clausura. (D) Descendido a la Tercera División 2022.
(*) San Francisco FC II debería descender automáticamente a tercera división, por el descenso del San Francisco a Liga Prom, ya que un equipo y su filial no pueden coincidir en la misma categoría. Sin embargo, no descenderá ya que el cupo lo pasa a ocupar el equipo principal (franquicia). Además, debe esperar la culminación del Torneo Clausura 2021 Liga Prom o la Super Final de Ascenso entre el Campeón del Apertura y el Campeón del Clausura para conocer si el equipo profesional desciende oficialmente.

##### Cambios de categoría
|  | Por definir Panamá City FC |

|  | FC Dinámicos Jr Deportivo Altamira |

### Liga de Fútbol Femenino

#### Liga de Fútbol Femenino 2021-I
- Final

| Fecha                                              | Ciudad           | Equipo local | Resultado | Equipo visitante |
| -------------------------------------------------- | ---------------- | ------------ | --------- | ---------------- |
| 11 de junio                                        | Ciudad de Panamá | Tauro FC     | 1 : 0     | CD Plaza Amador  |
| Tauro FC se coronó campeón con un marcador de 1:0. |                  |              |           |                  |

| Panamá                         |
| Campeón Tauro FC Primer título |

#### Liga de Fútbol Femenino 2021-II
| Fecha                                              | Ciudad           | Equipo local | Resultado | Equipo visitante |
| -------------------------------------------------- | ---------------- | ------------ | --------- | ---------------- |
| 9 de diciembre                                     | Ciudad de Panamá | Tauro FC     | 2 : 1     | CD Plaza Amador  |
| Tauro FC se coronó campeón con un marcador de 2:1. |                  |              |           |                  |

##### Representantes en competición internacional
| Clasificado como | Copa Interclubes de UNCAF 2021 |
| ---------------- | ------------------------------ |
| Panamá 1         | Tauro FC                       |

## Torneos internacionales

### Liga Concacaf
| Equipo           | Fase final                             | Pts. | PJ | PG | PE | PP | GF | GC | Dif. | Rend.  |
| ---------------- | -------------------------------------- | ---- | -- | -- | -- | -- | -- | -- | ---- | ------ |
| CA Independiente | Eliminación directa (Octavos de final) | 1    | 2  | 0  | 1  | 1  | 0  | 2  | −2   | 16,7 % |
| CD Plaza Amador  | Eliminación directa (Octavos de final) | 0    | 2  | 0  | 0  | 2  | 0  | 3  | −3   | 0 %    |
| CD Universitario | Eliminación directa (Octavos de final) | 1    | 4  | 2  | 1  | 1  | 2  | 3  | -1   | 16,7 % |

## Selección nacional masculina

### Mayores

#### Partidos de la Selección mayor en 2021
| Fecha           | Lugar            | Rival              | Marcador | Competencia                                | Goles de Colombia |
| --------------- | ---------------- | ------------------ | -------- | ------------------------------------------ | --- |
| 28 de enero     | Ciudad de Panamá | Serbia             | 0:0      | Partido amistoso                           | Sin goles |
| 25 de marzo     | Santo Domingo    | Barbados           | 1 : 0    | Clasificación para la Copa Mundial de 2022 | 76' Jair Catuy |
| 28 de marzo     | Santo Domingo    | Dominica           | 1 : 2    | Clasificación para la Copa Mundial de 2022 | 28' Briel Thomas · 85' José Fajardo |
| 5 de junio      | Ciudad de Panamá | Anguila            | 13 : 0   | Clasificación para la Copa Mundial de 2022 | 7' 18' Armando Cooper · 32' Jorman Aguilar · 35' (pen.) 54' 71' 84' (pen.) Gabriel Torres · 48' Tafari Smith · 51' Cecilio Waterman · 58' Miguel Camargo · 73' Jair Catuy · 85' Alberto Quintero · 90' Francisco Palacios |
| 8 de junio      | Ciudad de Panamá | República Dominica | 3 : 0    | Clasificación para la Copa Mundial de 2022 | 8' Aníbal Godoy · 67' Édgar Bárcenas · 86' Cecilio Waterman |
| 12 de junio     | Ciudad de Panamá | Curazao            | 2 : 1    | Clasificación para la Copa Mundial de 2022 | 55' Alberto Quintero · 77' Cecilio Waterman |
| 15 de junio     | Willemstad       | Curazao            | 0 : 0    | Clasificación para la Copa Mundial de 2022 | Sin goles |
| 30 de junio     | Nashville        | México Sub-23      | 3 : 0    | Partido amistoso                           | |
| 13 de julio     | Houston          | Catar              | 3 : 3    | Copa Oro 2021                              | 51' 58' Rolando Blackburn · 79' (pen.) Eric Davis |
| 17 de julio     | Houston          | Honduras           | 2 : 3    | Copa Oro 2021                              | 32' (pen.) Eric Davis · 45+1' César Yanis |
| 19 de julio     | Orlando          | Granada            | 3 : 1    | Copa Oro 2021                              | 7' Alberto Quintero · 27' 64' José Luis Rodríguez |
| 2 de septiembre | Ciudad de Panamá | Costa Rica         | 0 : 0    | Clasificación para la Copa Mundial de 2022 | Sin goles |
| 5 de septiembre | Kingston         | Jamaica            | 0 : 3    | Clasificación para la Copa Mundial de 2022 | 14' Andrés Andrade · 39' Rolando Blackburn · 82' Cecilio Waterman |
| 8 de septiembre | Ciudad de Panamá | México             | 1 : 1    | Clasificación para la Copa Mundial de 2022 | 28' Rolando Blackburn |
| 7 de octubre    | San Salvador     | El Salvador        | 1 : 0    | Clasificación para la Copa Mundial de 2022 | Sin goles |
| 10 de octubre   | Ciudad de Panamá | Estados Unidos     | 1 : 0    | Clasificación para la Copa Mundial de 2022 | 52' Aníbal Godoy |
| 13 de octubre   | Toronto          | Canadá             | 4 : 1    | Clasificación para la Copa Mundial de 2022 | 5' Rolando Blackburn |
| 12 de noviembre | San Pedro Sula   | Honduras           | 2 : 3    | Clasificación para la Copa Mundial de 2022 | 77' Cecilio Waterman · 80' César Yanis · 85' Eric Davis |
| 16 de noviembre | Ciudad de Panamá | El Salvador        | 2 : 1    | Clasificación para la Copa Mundial de 2022 | 50' Cecilio Waterman · 52' Freddy Góndola |

#### Copa Oro
| Equipo             | Pts. | PJ | PG | PE | PP | GF | GC | Dif. | Rend.  |
| ------------------ | ---- | -- | -- | -- | -- | -- | -- | ---- | ------ |
| Selección Panameña | 4    | 3  | 1  | 1  | 1  | 8  | 7  | 1    | 77,7 % |

- Resultado final: Fase de grupos

## Selección nacional femenina

### Mayores
| Fecha            | Lugar               | Rival                | Marcador | Competencia | Goles de Colombia                                                                                        |
| ---------------- | ------------------- | -------------------- | -------- | ----------- | --- |
| 16 de febrero    | Ciudad de Guatemala | Guatemala            | 3:1      | Amistoso    | 75' (pen.) Marta Cox                                                                                     |
| 19 de febrero    | Ciudad de Guatemala | Guatemala            | 0:3      | Amistoso    | María Guevara 31' · Yomira Pinzón 63' (pen.) · Marta Cox 65'                                             |
| 10 de abril      | Tokio               | Japón                | 7:0      | Amistoso    | Sin goles                                                                                                |
| 2 de julio       | Ciudad de Panamá    | Nicaragua            | 2:0      | Amistoso    | Kenia Rangel 1' · Lineth Cedeño 57'                                                                      |
| 10 de julio      | Ciudad de Panamá    | República Dominicana | 5:0      | Amistoso    | Yomira Pinzón 9' · Deysiré Salazar 18' · Gabriela Villagrand 38' · María Guevara 47' · Lineth Cedeño 87' |
| 18 de septiembre | San José            | Costar Rica          | 1:2      | Amistoso    | 15' Gilary Villagrand · 90+5' Marta Cox                                                                  |
| 21 de septiembre | San José            | Costar Rica          | 3:2      | Amistoso    | 88' Marta Cox · 90+2' Katherine Castillo                                                                 |
| 21 de octubre    | Couva               | Trinidad y Tobago    | 0:0      | Amistoso    | Sin goles                                                                                                |
| 25 de octubre    | Couva               | Trinidad y Tobago    | 1:1      | Amistoso    | 85' Carina Baltrip-Reyes                                                                                 |